# 平尾豊徳
平尾 豊徳（ひらお とよのり）は、日本の農林官僚。農林水産省消費・安全局長や、農林水産省経営局長、独立行政法人農林漁業信用基金副理事長、公益財団法人味の素食の文化センター副理事長等を歴任した。

## 人物
長崎県出身。長崎県立長崎西高等学校を経て、1978年佐賀大学農学部（農業経営経済学）卒業、農林省入省。経理課長等を経て、2008年から農林水産省総合食料局次長を務め、築地市場移転問題への対応などにあたった。2009年農林水産省消費・安全局長。2010年農林水産省経営局長。2011年農林水産省大臣官房付、独立行政法人農林漁業信用基金副理事長。2014年農林水産省大臣官房付、退官、公益財団法人味の素食の文化センター副理事長。

## 経歴
- 1978年4月 農林省入省
- 近畿農政局企画調整室企画官
- 食糧庁業務部加工食品課長補佐（指導班担当）
- 1990年4月 食品流通局企画課長補佐（企画第2班担当）
- 1992年8月 経済局農業協同組合課長補佐（事業第1班担当）
- 1994年8月 経済局金融課長補佐（組合金融班担当）
- 1997年1月 経済局農業協同組合課組織対策室長
- 沖縄開発庁振興局振興第二課長
- 内閣府沖縄振興局振興第二課長
- 経営局金融調整課長
- 消費・安全局総務課長
- 大臣官房経理課長
- 2008年 総合食料局次長
- 2009年 消費・安全局長
- 2010年 経営局長
- 2011年 大臣官房付 独立行政法人農林漁業信用基金副理事長
- 2014年 退官